# Hauptmannschaft
Eine Hauptmannschaft ist ein Amt oder Befugnisbereich, der unter Leitung eines Hauptmannes oder einer Hauptfrau oder Hauptmännin steht.

## Wortherkunft
Hauptmann, Plural Hauptleute, ist eine althochdeutsche Wortbildung (haubitman, houbetman), zu den Begriffen Haupt‚ Kopf, Führer, vorrangig‘ (vgl. Häuptling) und Mann. Das Wort entspricht dem lateinischen capitaneus „Anführer“, analog abgeleitet von caput „Haupt“, und auch dem daraus abgeleiteten Kapitän, das sich nur im deutschen auf Seefahrt eingeengt hat. Die Silbe -schaft ist ein altes Wort für eine verfasste Organisationseinheit (vgl. Landschaft, Ortschaft, Talschaft usw.). Das Wort bezeichnete sowohl das Amt und die Würde des Hauptmanns selbst, als auch die Gesamtheit mehrerer Hauptleute, wie auch den Verwaltungsbereich, der einem Hauptmann untergeordnet ist. Das Femininum Hauptmännin ist keine geschlechtergerechte Neubildung des 20. Jahrhunderts, sondern findet sich schon im Grimmschen Deutschen Wörterbuch von 1854 ff eingetragen, heute ist auch Hauptfrau üblich (vgl. Landeshauptmann oder Landeshauptfrau?).
Neben dieser Verwendung findet sich Hauptmann in der altertümlichen Rechtssprache aber auch als „derjenige unter den zinspflichtigen eines getheilten gutes, der den gesammten zins davon einzunehmen und an den lehnsherrn abzuführen hat“ (in etwa der heutige Hauptmieter) und auch als „gewährsmann, an den einem der recess zusteht“ (veraltetes Rechtsprinzip ohne Entsprechung).

## Heutige Verwendung
Neben der heutigen Verwendung als Offiziersdienstgrad der Armee steht der Ausdruck allgemein für Kommandeur, den Vorgesetzten einer hierarchisch strukturierten Gruppe von Menschen, wie z. B. den Titel des Kommandanten bei der Feuerwehr in Österreich (Feuerwehrhauptmann) oder den Führer einer Gruppe von Banditen (Räuberhauptmann) – ‚Hauptmannschaft‘ ist in diesem Zusammenhang nicht mehr gebräuchlich.
Als Hauptmannschaft bezeichnet man aber Amtswürde bzw. Amtsbereich
- in der öffentlichen Verwaltung:
  - Landeshauptmannschaft/Landeshauptmann: Amt der Landesregierung in Österreich und in Südtirol
  - Bezirkshauptmannschaft/Bezirkshauptmann: Verwaltungsbehörde erster Instanz in Österreich, auch im schweizerischen Kanton Appenzell Innerrhoden
  - Stadthauptmannschaft/Stadthauptmann: historisch Stadtkommandant, heute Verwendungsbezeichnung der Sicherheitsbehörden in Österreich
  - Kreishauptmannschaft/Kreishauptmann: historischer Posten in Sachsen
  - Amtshauptmannschaft/Amtshauptmann: historischer Posten
  - Obmannschaft, historische unterste Verwaltungseinheit in Altbayern (Synonym)[8]
- für sonstige Verwaltung:
  - Burghauptmannschaft/Burghauptmann: allgemein historisch Burgvogt, heute Burghauptmannschaft Österreich (BHÖ), Immobilienverwaltung der historischen Bauwerke, die zum kulturellen Erbe Österreichs zählen[9]
  - Berghauptmannschaft/Berghauptmann: historische Bezeichnung für das oberstes Amt/Beamten für Bergbau (Oberste Bergbaubehörde, Montanbehörde), in Österreich bis in dieses Jahrhundert ein Ehrenamt zum Erhalt der Knappentradition[10]